# Fenerbahçe Spor Kulübü 2017-2018 (pallavolo femminile)
Questa voce raccoglie le informazioni riguardanti il Fenerbahçe Spor Kulübü nelle competizioni ufficiali della stagione 2017-2018.

## Organigramma societario
Area direttiva
- Presidente: Aziz Yıldırım

Area tecnica
- Allenatore: Jan de Brandt
- Allenatore in seconda: Faruk Feray, Salih Tavacı

## Rosa
| N° | Nome               | Ruolo | Data di nascita   | Nazionalità sportiva |
| -- | ------------------ | ----- | ----------------- | -------------------- |
| 1  | Melis Yılmaz       | L     | 28 giugno 1997    | Turchia              |
| 2  | Merve Dalbeler     | L     | 27 giugno 1987    | Turchia              |
| 4  | Ezgi Dağdelenler   | S     | 3 novembre 1993   | Turchia              |
| 6  | Polen Uslupehlivan | O     | 27 agosto 1990    | Turchia              |
| 7  | Çağla Akın         | P     | 19 gennaio 1995   | Turchia              |
| 8  | Dicle Babat        | C     | 15 settembre 1992 | Turchia              |
| 11 | Bahar Toksoy       | C     | 6 febbraio 1988   | Turchia              |
| 12 | Natália Pereira    | S     | 4 aprile 1999     | Brasile              |
| 13 | Nootsara Tomkom    | P     | 7 luglio 1985     | Thailandia           |
| 14 | Eda Erdem          | C     | 22 febbraio 1987  | Turchia              |
| 15 | Damla Çakıroğlu    | S     | 22 giugno 1994    | Turchia              |
| 17 | Polina Rəhimova    | O     | 5 giugno 1990     | Azerbaigian          |
| 18 | Mia Jerkov         | S     | 5 dicembre 1982   | Croazia              |

## Statistiche

### Statistiche di squadra
| Competizione     | Punti  | In casa | In casa | In casa | In trasferta | In trasferta | In trasferta | Totale | Totale | Totale |
| Competizione     | Punti  | G       | V       | P       | G            | V            | P            | G      | V      | P      |
| ---------------- | ------ | ------- | ------- | ------- | ------------ | ------------ | ------------ | ------ | ------ | ------ |
| Sultanlar Ligi   | 46,845 | 14      | 11      | 3       | 14           | 9            | 5            | 28     | 20     | 8      |
| Coppa di Turchia | -      | 0       | 0       | 0       | 0            | 0            | 0            | 2      | 1      | 1      |
| Supercoppa turca | -      | -       | -       | -       | -            | -            | -            | 1      | 0      | 1      |
| Champions League | 9      | 3       | 1       | 2       | 3            | 1            | 2            | 6      | 2      | 4      |
| Totale           | -      | 17      | 12      | 5       | 17           | 10           | 7            | 37     | 23     | 14     |

G = partite giocate; V = partite vinte; P = partite perse

### Statistiche dei giocatori
| Giocatore       | Campionato | Campionato | Campionato | Campionato | Campionato | Coppa di Turchia | Coppa di Turchia | Coppa di Turchia | Coppa di Turchia | Coppa di Turchia | Supercoppa turca | Supercoppa turca | Supercoppa turca | Supercoppa turca | Supercoppa turca | Champions League | Champions League | Champions League | Champions League | Champions League | Totale | Totale | Totale | Totale | Totale |
| Giocatore       | P          | PT         | AV         | MV         | BV         | P                | PT               | AV               | MV               | BV               | P                | PT               | AV               | MV               | BV               | P                | PT               | AV               | MV               | BV               | P      | PT     | AV     | MV     | BV     |
| --------------- | ---------- | ---------- | ---------- | ---------- | ---------- | ---------------- | ---------------- | ---------------- | ---------------- | ---------------- | ---------------- | ---------------- | ---------------- | ---------------- | ---------------- | ---------------- | ---------------- | ---------------- | ---------------- | ---------------- | ------ | ------ | ------ | ------ | ------ |
| Ç. Akın         | 27         | 28         | 8          | 7          | 13         | 2                | 3                | 1                | 1                | 1                | 1                | 2                | 0                | 0                | 2                | 6                | 4                | 2                | 0                | 2                | 36     | 37     | 11     | 8      | 18     |
| D. Babat        | 24         | 153        | 82         | 59         | 12         | 2                | 10               | 4                | 3                | 3                | 1                | 3                | 2                | 0                | 1                | 6                | 39               | 22               | 16               | 7                | 33     | 205    | 110    | 78     | 23     |
| D. Çakıroğlu    | 26         | 105        | 66         | 21         | 18         | 0                | 0                | 0                | 0                | 0                | 1                | 0                | 0                | 0                | 0                | 6                | 16               | 13               | 1                | 2                | 33     | 121    | 79     | 22     | 20     |
| E. Dağdelenler  | 12         | 37         | 24         | 5          | 8          | 1                | 0                | 0                | 0                | 0                | 1                | 3                | 3                | 0                | 0                | 0                | 0                | 0                | 0                | 0                | 14     | 40     | 27     | 5      | 8      |
| M. Dalbeler     | 27         | 0          | 0          | 0          | 0          | 2                | 0                | 0                | 0                | 0                | 1                | 0                | 0                | 0                | 0                | 6                | 0                | 0                | 0                | 0                | 36     | 0      | 0      | 0      | 0      |
| E. Erdem        | 24         | 326        | 216        | 67         | 43         | 2                | 20               | 14               | 3                | 3                | 1                | 7                | 5                | 0                | 2                | 5                | 63               | 45               | 13               | 5                | 32     | 416    | 280    | 83     | 53     |
| M. Jerkov       | 24         | 188        | 138        | 9          | 41         | 2                | 14               | 12               | 0                | 2                | 1                | 3                | 2                | 1                | 0                | 5                | 33               | 20               | 6                | 7                | 32     | 238    | 172    | 16     | 50     |
| N. Pereira      | 16         | 153        | 114        | 20         | 19         | 2                | 24               | 21               | 3                | 0                | 0                | 0                | 0                | 0                | 0                | 3                | 46               | 35               | 7                | 4                | 21     | 223    | 170    | 30     | 23     |
| P. Rəhimova     | 27         | 464        | 387        | 35         | 42         | 2                | 33               | 33               | 0                | 0                | 1                | 13               | 11               | 0                | 2                | 6                | 116              | 98               | 12               | 6                | 36     | 626    | 529    | 47     | 50     |
| B. Toksoy       | 25         | 177        | 109        | 41         | 27         | 0                | 0                | 0                | 0                | 0                | 1                | 2                | 0                | 2                | 0                | 6                | 25               | 16               | 7                | 2                | 32     | 204    | 125    | 50     | 29     |
| N. Tomkom       | 27         | 29         | 8          | 7          | 14         | 2                | 0                | 0                | 0                | 0                | 1                | 0                | 0                | 0                | 0                | 6                | 7                | 1                | 0                | 6                | 36     | 36     | 9      | 7      | 20     |
| P. Uslupehlivan | 27         | 195        | 159        | 17         | 19         | 2                | 14               | 9                | 2                | 3                | 1                | 8                | 8                | 0                | 0                | 5                | 42               | 34               | 4                | 4                | 35     | 259    | 210    | 23     | 26     |
| M. Yılmaz       | 23         | 0          | 0          | 0          | 0          | 2                | 0                | 0                | 0                | 0                | 1                | 0                | 0                | 0                | 0                | 4                | 0                | 0                | 0                | 0                | 30     | 0      | 0      | 0      | 0      |

P = presenze; PT = punti totali; AV = attacchi vincenti; MV = muri vincenti; BV = battute vincenti